# مولي وير
مولي وير (بالإنجليزية: Molly Weir)‏ هي ممثلة بريطانية (وحملت سابقاً جنسية المملكة المتحدة لبريطانيا العظمى وأيرلندا)، ولدت في 17 مارس 1910 بغلاسكو في المملكة المتحدة، وتوفيت في 28 نوفمبر 2004 في المملكة المتحدة.

## وصلات خارجية
- مولي وير على موقع IMDb (الإنجليزية)
- مولي وير على موقع ديسكوغز (الإنجليزية)
- مولي وير على موقع قاعدة بيانات الفيلم (الإنجليزية)